# تپه‌های جنگلی سخت‌چوب استوایی

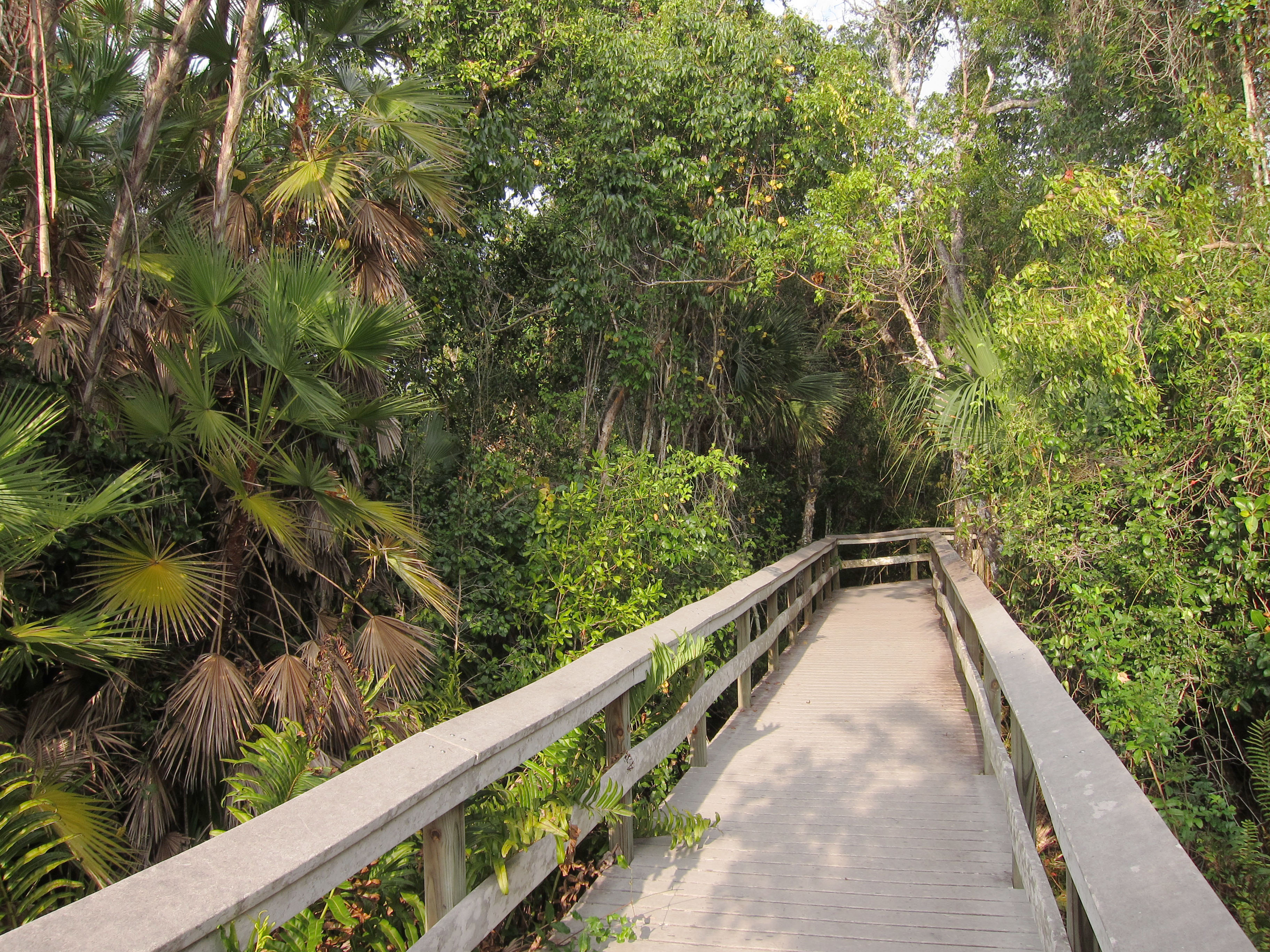
مسیر ماهوگانی هموک، یک تپه جنگلی سخت‌چوب استوایی قابل دسترس در پارک ملی اورگلیدز

تپه‌های جنگلی سخت‌چوب استوایی جنگل‌هایی با سایبان بسته هستند که توسط مجموعه‌ای متنوع از گونه‌های درختی و بوته‌ای همیشه‌سبز و نیمه‌خزان‌کننده، عمدتاً با منشأ هند غربی، تسلط یافته‌اند. تپه‌های جنگلی سخت‌چوب استوایی در جنوب فلوریدا یا اورگلیدز یافت می‌شوند، با تمرکز زیاد در میامی راک ریج، فلوریدا کیز، در امتداد سواحل شمالی فلوریدا بی، و در منطقه پاین‌کرست در باتلاق بزرگ سرو.
تپه‌های جنگلی سخت‌چوب استوایی زیستگاه تعدادی از گیاهان بومی هستند و زیستگاه حیاتی برای بسیاری از گونه‌های گیاهی هند غربی فراهم می‌کنند وقتی که بخش‌های شمالی‌ترین مناطق آن‌ها به جنوب فلوریدا گسترش می‌یابد. تپه‌های جنگلی سخت‌چوب استوایی همچنین زیستگاه مهمی برای بسیاری از گونه‌های جانوری از جمله ۹ گونه فهرست‌شده در قانون گونه‌های در خطر انقراض فراهم می‌کنند. در حالی که بیشتر تپه‌های جنگلی باقی‌مانده خارج از فلوریدا کیز اکنون حفاظت شده‌اند، تپه‌ها همچنان به‌طور قابل‌توجهی توسط توسعه در کیز تهدید می‌شوند. تپه‌های جنگلی سخت‌چوب استوایی به‌طور زیادی توسط تخریب زیستگاه، تبدیل به کشاورزی، گونه‌های گیاهی و حیوانی غیر بومی، فشار جمع‌آوری بر گیاهان و حیوانات، آتش‌سوزی‌های انسانی، و تغییرات در آب‌شناسی تحت تأثیر قرار گرفته‌اند. کارهای قابل توجهی برای بازسازی تپه‌های جنگلی سخت‌چوب استوایی موجود و کنترل گونه‌های گیاهی غیر بومی آغاز شده است. فرصت‌های زیادی نیز برای ایجاد یا نگهداری از تپه‌های جنگلی سخت‌چوب استوایی در چشم‌اندازهای توسعه‌یافته وجود دارد.